# Wolfgang Brinkmann
Wolfgang Brinkmann (Bielefeld, 23 de maio de 1950) é um ginete de elite alemão, nascido na Holanda, especialista em saltos, bi-campeão olímpico.

## Carreira
Wolfgang Brinkmann representou seu país nos Jogos Olímpicos de 1988, na qual conquistou a medalha de ouro nos saltos por equipes.